# Euwandesia tenebrio
Euwandesia tenebrio är en kvalsterart som beskrevs av Hopkins och Horst Kurt Schminke 1970. Euwandesia tenebrio ingår i släktet Euwandesia och familjen Hydryphantidae. Inga underarter finns listade i Catalogue of Life.